# Motorola RIZR Z8

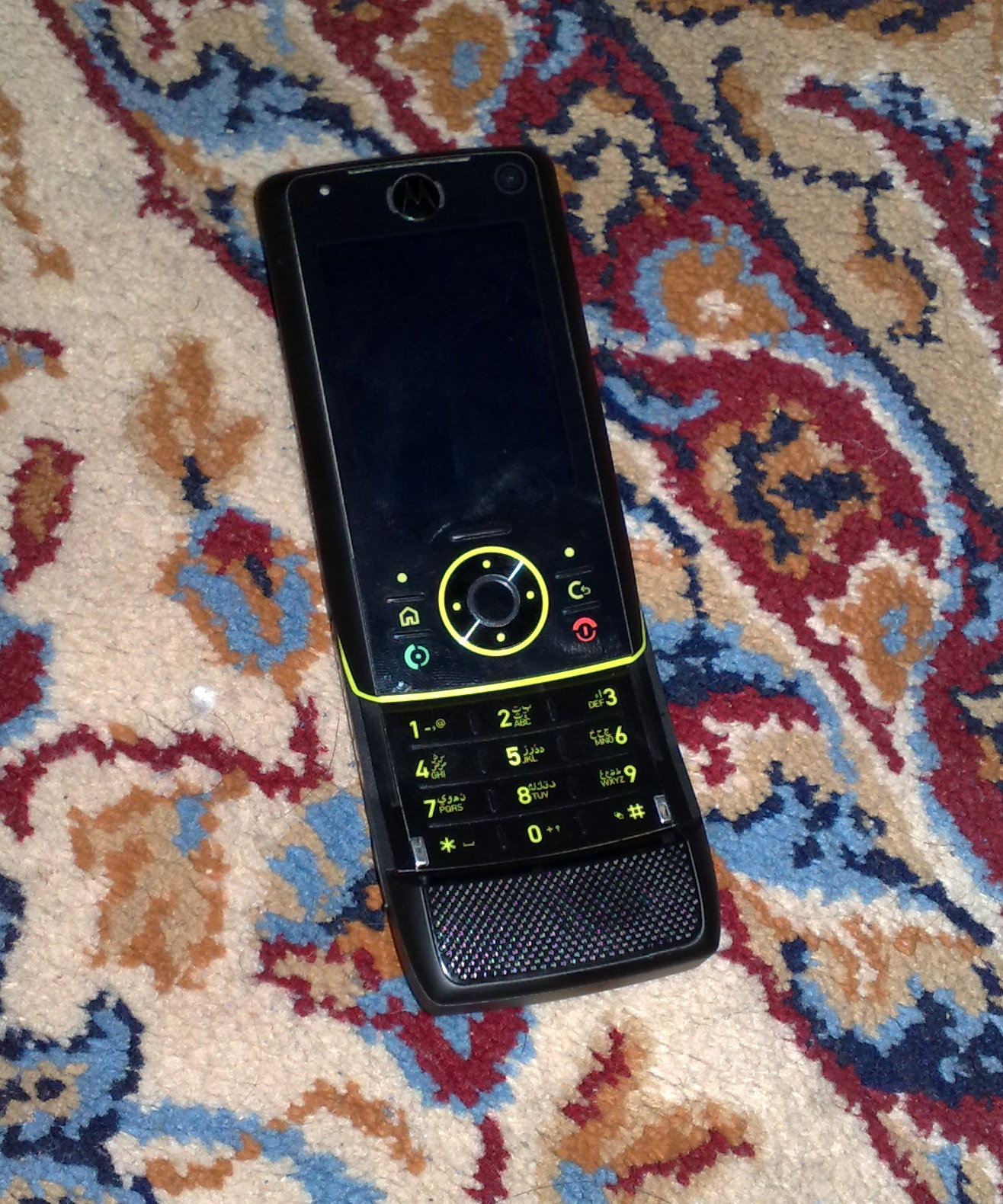
Motorola RIZR Z8

O Motorola RIZR Z8 (pronunciado "riser") ou MOTO Z8 é um smartphone fabricado pela Motorola. Até o lançamento do seu sucessor, o RIZR Z10, foi o emblemático telefone móvel da Motorola. O sucessor do RIZR Z3 e ROKR Z6, foi lançado no Reino Unido em 9 de julho de 2007. Apesar de ter sido liberada em toda a Europa e Ásia pouco depois, o telefone não foi liberada nos Estados Unidos, Canadá e Austrália.